# 長大語

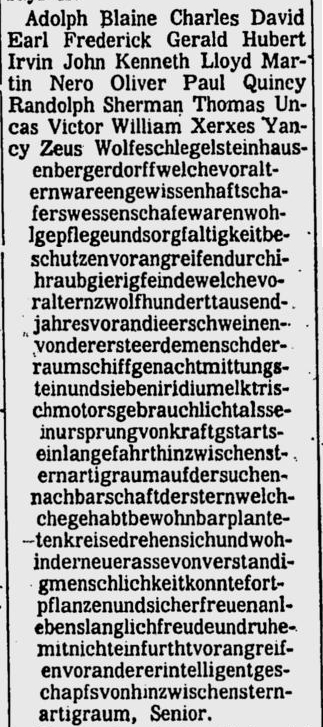
アドルフ・ブレイン・チャールズ・ディヴィット・アール・フレデリック・ジェラルド・ヒューバート・アーヴィン・ジョン・ケネス・ロイド・マーティン・ネロ・オリヴァー・ポール・クインシー・ランドルフ・シーマン・トーマス・アンカス・ヴィクター・ウィリアム・クセルクセス・ヤンシー・ゼウス・ウルフシュレーゲルスタインハウゼンベルガードルフフォラルテンワレンゲウィッセンハフトシャフェルスウェッセンシャフェワレンウォールゲプフレゲウントゾルグファルチヒカイトベシュツェンフォンアングライフェンドゥルヒイーラウブゲーリグフェンデウェルヒフォラルテルンツォルフタオセントヤーレスフォランデーエルシェイネンワンデルエステールデンエンシュデラウムシフゲブラウヒフリフトアルスザインウァシュプルンクフォンクラフトゲスタルトザインランゲファールトヒンツウィッシェンステイナルチグラウムアウフデアズーヘンアッハディエステルンウェルヒゲハープトベウォーンバルプラネテンクレーゼドレーエンジヒウントウォヒンデアノイラッセウォンウェルスタンディグメンシュリックカイトコンテフォルツプランツェンウントジフエルフロイエンアンレベンスラングリフフロイデウントルーエミツニヒツアインフルヒトフォアアングライフェンフォンアンデラーインテリゲントゲショプスフォンヒンツウィッシェンステルナルトグラウメン・シニア

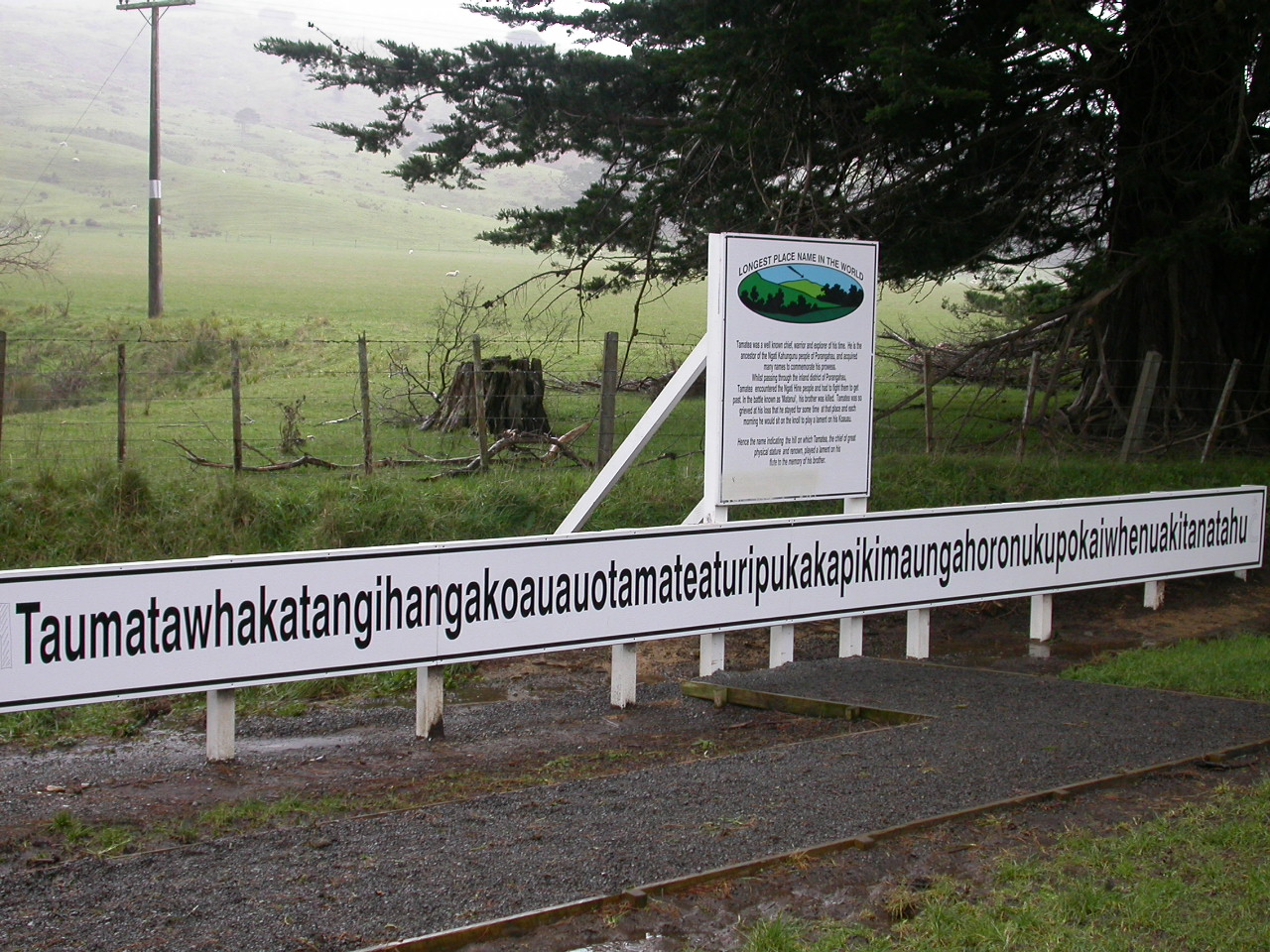
タウマタファカタンギハンガコアウアウオタマテアポカイフェヌアキタナタフ

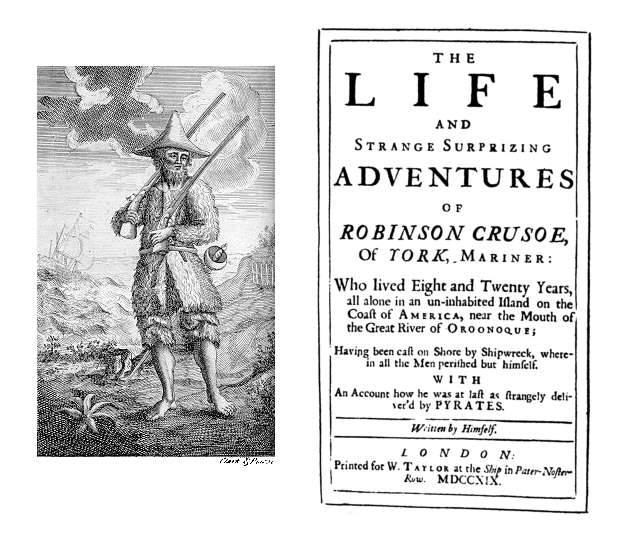
自分以外の全員が犠牲になった難破で岸辺に投げ出され、アメリカの浜辺、オルーノクという大河の河口近くの無人島で28年もたった一人で暮らし、最後には奇跡的に海賊船に助けられたヨーク出身の船乗りロビンソン・クルーソーの生涯と不思議で驚きに満ちた冒険についての記述

長大語（ちょうだいご）とは、発音に要する時間が通常より長い語である。一般的に複合語、多音節語、多字語でもある。

## 概要
アクロニムとして作られた造語の正式名は長大なものであることがある。一例として、アクロニムである米国愛国者法（USA PATRIOT Act）の正式名は、Uniting and Strengthening America by Providing Appropriate Tools Required to Intercept and Obstruct Terrorism Act（テロリズムの阻止と回避のために必要な適切な手段を提供することによりアメリカを統合し強化するための法律）である。
恐怖症の一種に「長い言葉恐怖症」というものが存在するが、「長い言葉恐怖症」の英語名は「Hippopotomonstrosesquipedaliophobia」であり、この病名自体が長い単語である。別名として、Sesquipedalophobia もある。

### 長大語と正書法
語の定義は各言語により異なるが、一般に特定の品詞として働き、句の構成要素となり、一定の意味を持つ言葉の単位である。どの言語も複数の形態素を結び付けて複合語を作る仕組みを持ち、長大語を作り得る。
文法上は単一の語でも、正書法上は複数の語のように見えることがある。例えば固有名詞は、不可分で並べ替え不能で一定の意味を持ち、どれほど長くても単一の語である。したがって日本語の「グレートブリテン及び北アイルランド連合王国」及び英語の (the) United Kingdom of Great Britain and Northern Ireland はどちらも文法的には一語である。しかし一般には後者は長大語とは見なされていない。英語の正書法で空白が含まれ、複数の語のように見えるからである。ドイツ語はオランダ語やデンマーク語などとともに複合語中の空白を書かないので長大語が多いと見なされているが、文法的には英語とドイツ語の複合語に大きな違いはない。
日本語や中国語では複合語に空白を使わないので、発音上の長大語は一般に正書法でも長大である。ただし、日本語の訓読みは字数と比べてモーラ（拍）が多くなる事がある。例えば「たなごころ」は一字で「掌」と書ける。

## 術語

### 化学
化学物質名は、特別な名称がない限り、その分子の構造に比例して長くなる。通常、異なる言語間で形態素が一対一対応するため、巨大な分子の名はどの言語でも長大になる。例えばデオキシリボ核酸 (DNA) は一般に非常に巨大な構造（塩基配列）をもち、この構造をIUPAC命名法で表現した場合には形態素が 20 万を超える複合語になるものがあるとされる。ただし、あまりに長大であるため印刷されたことはない。
筋肉などに存在する巨大タンパク質であるチチンのアミノ酸配列による命名はメチオニルトレオニルトレオニル（中略）イソロイシン (Methionylthreonylthreonyl...isoleucine) であり、189819 文字でタンパク質の命名として最長であるという。
トリプトファン合成酵素の一つは
Methionylglutaminylarginyltyrosylglutamylserylleucylphenylalanylalanylglutaminylleucyllysylglutamylarginyllysylglutamylglycylalanylphenylalanylvalylprolylphenylalanylvalylthreonylleucylglycylaspartylprolylglycylisoleucylglutamylglutaminylserylleucyllysylisoleucylaspartylthreonylleucylisoleucylglutamylalanylglycylalanylaspartylalanylleucylglutamylleucylglycylisoleucylprolylphenylalanylserylaspartylprolylleucylalanylaspartylglycylprolylthreonylisoleucylglutaminylasparaginylalanylthreonylleucylarginylalanylphenylalanylalanylalanylglycylvalylthreonylprolylalanylglutaminylcysteinylphenylalanylglutamylmethionylleucylalanylleucylisoleucylarginylglutaminyllysylhistidylprolylthreonylisoleucylprolylisoleucylglycylleucylleucylmethionyltyrosylalanylasparaginylleucylvalylphenylalanylasparaginyllysylglycylisoleucylaspartylglutamylphenylalanyltyrosylalanylglutaminylcysteinylglutamyllysylvalylglycylvalylaspartylserylvalylleucylvalylalanylaspartylvalylprolylvalylglutaminylglutamylserylalanylprolylphenylalanylarginylglutaminylalanylalanylleucylarginylhistidylasparaginylvalylalanylprolylisoleucylphenylalanylisoleucylcysteinylprolylprolylaspartylalanylaspartylaspartylaspartylleucylleucylarginylglutaminylisoleucylalanylseryltyrosylglycylarginylglycyltyrosylthreonyltyrosylleucylleucylserylarginylalanylglycylvalylthreonylglycylalanylglutamylasparaginylarginylalanylalanylleucylprolylleucylasparaginylhistidylleucylvalylalanyllysylleucyllysylglutamyltyrosylasparaginylalanylalanylprolylprolylleucylglutaminylglycylphenylalanylglycylisoleucylserylalanylprolylaspartylglutaminylvalyllysylalanylalanylisoleucylaspartylalanylglycylalanylalanylglycylalanylisoleucylserylglycylserylalanylisoleucylvalyllysylisoleucylisoleucylglutamylglutaminylhistidylasparaginylisoleucylglutamylprolylglutamyllysylmethionylleucylalanylalanylleucyllysylvalylphenylalanylvalylglutaminylprolylmethionyllysylalanylalanylthreonylarginylserine
で 1913 文字であり、書籍「クレイジー・イングリッシュ」において最長の単語とされている。
タバコモザイクウイルスのカプシドタンパク質である
Acetylseryltyrosylserylisoleucylthreonylserylprolylserylglutaminylphenylalanylvalylphenylalanylleucylserylserylvalyltryptophylalanylaspartylprolylisoleucylglutamylleucylleucylasparaginylvalylcysteinylthreonylserylserylleucylglycylasparaginylglutaminylphenylalanylglutaminylthreonylglutaminylglutaminylalanylarginylthreonylthreonylglutaminylvalylglutaminylglutaminylphenylalanylserylglutaminylvalyltryptophyllysylprolylphenylalanylprolylglutaminylserylthreonylvalylarginylphenylalanylprolylglycylaspartylvalyltyrosyllysylvalyltyrosylarginyltyrosylasparaginylalanylvalylleucylaspartylprolylleucylisoleucylthreonylalanylleucylleucylglycylthreonylphenylalanylaspartylthreonylarginylasparaginylarginylisoleucylisoleucylglutamylvalylglutamylasparaginylglutaminylglutaminylserylprolylthreonylthreonylalanylglutamylthreonylleucylaspartylalanylthreonylarginylarginylvalylaspartylaspartylalanylthreonylvalylalanylisoleucylarginylserylalanylasparaginylisoleucylasparaginylleucylvalylasparaginylglutamylleucylvalylarginylglycylthreonylglycylleucyltyrosylasparaginylglutaminylasparaginylthreonylphenylalanylglutamylserylmethionylserylglycylleucylvalyltryptophylthreonylserylalanylprolylalanylserine
は 1185 文字であり、1972年、Chemical Abstracts誌に1単語として登録された。

### 数詞
非常に桁の多い数を表す数詞は、不可分で並べ替え不能で一定の意味を持ち、どれほど長くても単一の語である。したがって最長の語というのは文法的には存在しない。例えば円周率の 3.14159265…… を漢数字で表すと、「三点一四一五九二六五……」になる。円周率の小数展開は無限に続くことが証明されているため、小数点以降はいくらでも長くできる。

### 生物

#### 和名
植物では、アマモの別名をリュウグウノオトヒメノモトユイノキリハズシ（竜宮の乙姫の元結の切り外し）といい、現在標準的に使われていないものではあるが、最も長い和名とされる。また、品種改良により花も葉もさまざまに色や形を変えた変化アサガオの名前には「青水晶斑入弱渦柳葉淡桃爪覆輪采咲牡丹（あおすいしょうふいりじゃくうずやなぎばうすももつめふくりんさいざきぼたん）」「黄縮緬立田芝船龍葉鳩羽色総鳥甲吹上車咲牡丹（きぢりめんたつたしばふねりゅうははとばいろそうとりかぶとふきあげくるまざきぼたん）」「黄打込堺渦柳葉淡水色地青紫吹雪撫子采咲牡丹（きうちこみさかいうずやなぎばあわみずいろじあおむらさきふぶきなでしこさいざきぼたん）」といったものもある。
生物の種や分類群の和名は基礎的な動物名の頭に修飾語を付して作ることが多く、またそうやって作られた分類群の和名の頭にさらに修飾語を付して下位分類群や近縁群、類似群の和名をつくっていく傾向があるので、煩雑な長大語を生成しやすい。
魚類ではミツクリエナガチョウチンアンコウ（箕作柄長提灯鮟鱇）は、最も長い和名を持つ魚であり、これは以下のような構成となる。まず、この深海魚は生活に身近な魚としてはアンコウに近縁で（同じアンコウ目）あり、そのなかで背鰭の棘条が変化して疑似餌として機能する器官の先端に発光器を持つ仲間をチョウチンアンコウと呼ぶ。標準和名でチョウチンアンコウと呼ばれるのはその1種であるが、それと比べて疑似餌器官の柄が著しく長いことから「エナガ（柄長）」が付され、さらに東京大学三崎臨海研究所を創設して深海生物学の発展に寄与した箕作佳吉への献名によって「ミツクリ」が付されている。
昆虫では、保育社の『原色日本甲虫図鑑』で確認する限り、ヒゲナガゾウムシ科のオガサワラチビヒョウタンヒゲナガゾウムシが他の追随を許さないほどの長い和名を持つ。これはゾウムシ上科に触角が長いヒゲナガゾウムシ科があり、その中に前胸の後ろで体と鞘翅の肩が強くくびれ（後翅の退化した甲虫に、こうした体型を持つ傾向がある）るので瓢箪型をしたヒョウタンヒゲナガゾウムシ属がある。本種は小型種であるために「チビ」が付され、さらに小笠原諸島の固有種であるために「オガサワラ」が付される。

### その他の術語
一般的な英語辞書に載っている、実際に使用例がある術語の中では、antidisestablishmentarianism （反国教廃止主義）が長い。この語は、以下のような接辞が付けられて作られた。
1. establish: 制定する。この場合、教会を英国国教会として法的に制定する。
2. dis-establish: 英国国教会を廃止する。
3. disestablish-ment: 英国国教会の廃止。
4. anti-disestablishment: 英国国教会の廃止に反対すること。
5. antidisestablishment-arian: 英国国教会の廃止に反対する人。
6. antidisestablishmentarian-ism: 英国国教会の廃止に反対する主義。

文法的にはこれを副詞にすることができ、antidisestablishmentarianistically となる。
偽性偽性副甲状腺機能低下症を示す pseudopseudohypoparathyroidism は、オックスフォード英語辞典の初版の中で一番長い語である。
鉱物の名称では、角閃石の鉱物は名称の長い鉱物が多い。鉱物の英名で一番長いフッ素カリ苦土アルベゾン閃石 (Potassic-magnesio-fluoro-arfvedsonite) は、ハイフンを除いても34文字である。

### 部分長大
術語にはこの他、母音が多く並ぶ例もある。聖歌を結ぶフレーズの略語であるeuouaeは異なる母音が6つ並び、卵管・卵巣摘出術を示すsalpingo-oophorectomyはオックスフォード英語辞典でただ一つ、同一の母音が3つ並ぶ。

## 造語
長大語は多くの場合、ただ長大にするためだけに作られることが多い。以下に英語の例を示す。
エドワード・ストローサー博士 (Edward Strother、1675-1737) が温泉の水質を示すために造語した aequeosalinocalcalinoceraceoaluminosocupreovitriolic を分解するとこのようになる。
1. aequeo: 等価である（浸透圧が等張であることを示しているとされる）
2. salino: 塩性の
3. calcalino: カルシウムを含む
4. ceraceo: 油脂性の
5. aluminoso: アルミナを含む
6. cupreo: 銅から成る
7. vitriolic: 硫酸性の

したがってこの語は「等価塩性カルシウム性油脂性酸化アルミニウム性銅性硫酸性」となる。
ケイ酸塩の吸入による肺の疾病を示す pneumonoultramicroscopicsilicovolcanoconiosis (ニューモノウルトラマイクロスコーピックシリコヴォルケーノコニオシス) は、主要な辞書に収録されている最も長い語であるが、長大語を作ろうとして作った語であることが判明した。
無意味だと見なすことを意味する floccinaucinihilipilification (フロクシノーシナイヒリピリフィケイション) は、術語以外では非常に長い。起源は 1741 年に遡るとの記録がある。
面目を示す honorificabilitudinitatibus (アノリフィカビリチュディニタティバス) はシェイクスピアの喜劇中に登場する最も長い語で、恋の骨折り損に登場する。これはラテン語の Hi ludi F. Baconis nati tuiti orbi （これらの戯曲は F. ベーコンの創作によるものである）のアナグラムであるとも言われる。
ヘンリー・ケーリー (Henry Carey) の著書 Chrononhotonthologos における冒頭部分は "Aldiborontiphoscophornio! Where left you Chrononhotonthologos?" である。
ジェイムズ・ジョイスのフィネガンズ・ウェイクの冒頭に登場する Bababadal-gharagh-takammin-arronn-konn-bronn-tonn-erronn-tuonn-thunn-trovarrhoun-awnskawn-toohoo-hoordenen-thurnuk という語は 100 文字である。これは雷雨の中におけるアダムとイブを描写しているとされている。
メリー・ポピンズ中に登場する楽曲名 Supercalifragilisticexpialidocious (スーパーカリフラジリステックエクスピアリドゥーシャス) は固有名詞であるが、同時に形容詞でもある。
1975 年、マクドナルドはビッグマックの宣伝用キャッチコピーに Twoallbeefpattiesspecialsaucelettucecheesepicklesonionsonasesameseedbun を用いた。
古典ギリシア語では、アリストパネスの喜劇『女の議会』に以下の架空の料理が登場する。

λοπαδοτεμαχοσελαχογαλεοκρανιολειψανοδριμυποτριμματοσιλφιο-
καραβομελιτοκατακεχυμενοκιχλεπικοσσυφοφαττοπεριστεραλεκτρυονοπτοκεφαλλιο-
κιγκλοπελειολαγῳοσιραιοβαφητραγανοπτερύγων

lopado-temacho-selacho-galeo-kranio-leipsano-drim-hypotrimmato-silphio-
karabo-melito-katakechymeno-kichl-epi-kossypho-phatto-perister-alektryon-opte-kephallio-
kigklo-peleio-lagoio-siraio-baphe-tragano-pterygon

これは「ありとあらゆる種類の食材を含んだ料理」を意味している。
夏目漱石は『吾輩は猫である』で苦沙弥先生に一番長い言葉は「Archaiomelesidonophrunicherataという字だ」と奥さんに教えさせている。「でたらめでしょう」「でたらめなものか、ギリシア語だ」「なんという字なの、日本語にすれば」「意味は知らん。ただ綴りだけ知ってるんだ。長く書くと六寸三分くらいにかける」と続く。実際にはアリストパネスの喜劇『蜂』220行に出てくる言葉 ἀρχαῖα μελισιδωνοφρυνιχήρατα で「シドン（フェニキアの町の名）人が歌う、プリュニコス（詩人の名）の昔の歌のように愛らしい」という意味である。

## 法律名
- ドイツの「牛肉缶詰ラベリング作業監視業務委託法」は「Rindfleischetikettierungsüberwachungsaufgabenübertragungsgesetz」と表される。ただし同法の正式名称である「Gesetz zur Übertragung der Aufgaben für die Überwachung der Rinderkennzeichnung und Rindfleischetikettierung」の方が長く、それより長い法律名は膨大にある。

### 日本の法律
- テロ対策特別措置法：正式名称は「平成十三年九月十一日のアメリカ合衆国において発生したテロリストによる攻撃等に対応して行われる国際連合憲章の目的達成のための諸外国の活動に対して我が国が実施する措置及び関連する国際連合決議等に基づく人道的措置に関する特別措置法」で、戦後日本の制定法の中では一番長い[要出典]（2007年11月1日に失効）。
  - ただし、当然予想されるように、同法の改正法に「～の一部を改正する法律」という名称の法律があるため（平成15年法律第147号、平成17年法律第103号、平成18年法律第99号）、これらの法律の方が長い正式名称を持つ。
- 現行法でもっとも長いとされる法律名（改正法を除く）は、「日本国とアメリカ合衆国との間の相互協力及び安全保障条約第六条に基づく施設及び区域並びに日本国における合衆国軍隊の地位に関する協定及び日本国における国際連合の軍隊の地位に関する協定の実施に伴う道路運送法等の特例に関する法律」（昭和27年4月28日制定）である[15]。
- 現行法でもっとも長い法令名は、「日本国とアメリカ合衆国との間の相互協力及び安全保障条約第六条に基づく施設及び区域並びに日本国における合衆国軍隊の地位に関する協定の実施に伴う土地等の使用等に関する特別措置法の一部を改正する法律附則第五項の規定による裁決の申請に関する政令」（平成九年四月二十三日政令第百六十八号）である[要出典]。
  - ただし、長い名を持つ政省令は珍しくなく、平成29年3月時点で現行法とされるもののうちでも、例えば、以下のものは、上記の政令よりも長い名を有する。
    1. 被用者年金制度の一元化等を図るための厚生年金保険法等の一部を改正する法律及び地方公務員等共済組合法及び被用者年金制度の一元化等を図るための厚生年金保険法等の一部を改正する法律の一部を改正する法律の施行に伴う地方公務員等共済組合法による長期給付等に関する経過措置に関する政令（平成27年政令第347号）
    2. 独立行政法人日本原子力研究開発機構法施行令附則第三十五条の規定により独立行政法人日本原子力研究開発機構及び独立行政法人理化学研究所が行うものとされる環境情報の提供の促進等による特定事業者等の環境に配慮した事業活動の促進に関する法律第九条第一項の規定による環境報告書の作成及び公表の方法を定める省令（平成17年文部科学省、環境省令第1号）

  - これより長い政省令として、例えば、以下がある。
    1. 独立行政法人農業者年金基金法附則第六条第三項の規定によりなおその効力を有するものとされた農業者年金基金法の一部を改正する法律附則第十一条第二項の規定によりなおその効力を有するものとされた農業者年金基金法施行規則等を廃止する省令第一号の規定による廃止前の農業者年金基金法施行規則及び独立行政法人農業者年金基金法附則第六条第三項の規定によりなおその効力を有するものとされた農業者年金基金法の一部を改正する法律の施行に伴う旧年金給付等に関する経過措置に関する省令の一部を改正する省令（平成21年12月11日厚生労働省、農林水産省令第1号）
    2. 平成二十四年度における平成二十三年度における子ども手当の支給等に関する特別措置法第二十条第一項、第三項及び第五項の規定により適用する児童手当法の一部を改正する法律附則第十二条の規定によりなおその効力を有するものとされた旧児童手当法並びに児童手当法に基づき一般事業主から徴収する拠出金に係る拠出金率を定める政令（平成24年3月31日政令第114号）

## 固有名詞

### 地名
- タウマタファカタンギハンガコアウアウオタマテアポカイフェヌアキタナタフは、ニュージーランドの平凡な丘だが、ギネスブックに掲載されている世界一長い地名である。
- チャーゴグガゴグマンチャウグガゴグチャウバナガンガマウグ: アメリカ・マサチューセッツ州のチャウバナガンガマウグ湖のニプマク族による表現。
- スランヴァイルプールグウィンギルゴゲリッヒルンドロブールスランティシリオゴゴゴッホ: イギリス・ウェールズ北部のアングルシー島にある、世界最長級の一語の地名。なお、観光振興のための人工地名である。
- Llanhyfryddawellehynafolybarcudprindanfygythiadtrienusyllafnauole（65文字）: ウェールズ南西部カーマーゼンシャー州Llanfynydd村が風力発電所建設計画に対して風光と生態を守るため、反対運動のアピールを高める目的で2004年7月に一週間だけ自称していた村名。
- バンコクの建都当時の勅令による命名は、クルンテープ・マハーナコーン・アモーンラッタナコーシン・ マヒンタラーユッタヤー・マハーディロック・ポップ・ノッパラット・ラーチャタニーブリーロム・ウドムラーチャニウェート・マハーサターン・アモーンピマーン・アワターンサティット・サッカタッティヤウィサヌカムプラシットである。

#### 駅名など
- イギリス各地では、非公式な長大駅名を命名した事例がある。
  - 北ウェールズのフェアボーン保存鉄道のGolf Halt駅（英語版）は2007年までGorsafawddachaidraigddanheddogleddollonpenrhynarefrdraethceredigion（67文字）という駅名だった。上記の駅名の長さを上回り、世界一長い駅名として宣伝するための命名である。
- 日本一長いバス停留所名
  - 読み仮名が日本一：社会福祉法人池田博愛会障がい者就業・生活支援センターはくあい前
徳島県三好市井川町西井川の四国交通のバス停（平仮名で50文字）[16]
  - 文字の数が日本一：レイクエコー・白浜少年自然の家・なめがたファーマーズヴィレッジ中央
茨城県行方市の関東鉄道のバス停（平仮名で41文字で、読み仮名では2位）[17][18]。
かつては、同じ茨城県のつくば市にあった、関東鉄道・関鉄パープルバスの「産技総合研筑波東事業所つくば研究支援センター入口」（平仮名で40文字）が日本一であった[19]。
- 日本一長い駅名
  - 停留場
    - トヨタモビリティ富山 Gスクエア五福前（五福末広町）停留場[20]
    - 西大寺町・岡山芸術創造劇場ハレノワ前停留場（読みの字数が上記の五福末広町と同じ）

  - 鉄道駅：等持院・立命館大学衣笠キャンパス前駅[21]
- 日本の長い住所
  - 京都府京都市東山区三条通南裏二筋目白川筋西入二丁目南側南木之元町
  - 京都府京都市上京区今出川通烏丸東入上る二筋目東入下る相国寺門前町
  - 京都府京都市東山区三条通南裏二筋目白川筋西入二丁目北側北木之元町
  - 京都府京都市上京区寺町通今出川上る一丁目西入三筋目上る上塔之段町
  - 埼玉県桶川市桶川都市計画事業下日出谷東特定土地区画整理事業地内42街区1画地  (ベニバナウォーク桶川)

など。

#### 架空の地名
- 時雨沢恵一のライトノベル『キノの旅』に登場する国の名前「アジン・ダー及びイエル・ダー及びパツエ・ダー及びアゲエ・ダー及びゼクス・ダー及びゼゼー・ダー及びイクエ・ダー及びケーン・ダー及びセブレ・ダー及びナミー・ダー及びニミジ・ダー及びノノエ・ダー及びハキム・ダー及びハット・ダー及びハレハ・ダー及びヒミレ・ダー及びミジン・ダー及びミミル・ダー及びヤギエ・ダー及びヨゼス・ダー及びロロン・ダー及びロエレ・ダー及びプリテ・ムー及びプレエ・ムー及びパワテ・ムー及びイエム・ムー及びセブー・ムー及びダダン・ムー及びダエヌ・ムー及びナミレ・ムー及びヌエー・ムー及びノザム・ムー及びハート・ムー及びハーマ・ムー及びミヲン・ムー及びムビエ・ムー及びヤファ・ムー及びヨゼイ・ムー及びラエヌ・ムー及びララン・ムー及びリリン・ムー及びリーリ・ムー及びレンド・ムー及びロユイ・ムー及びワーツ・ムー及びワジッ・ムー及びトセヌ・ゼー及びウトエ・ゼー及びケミレ・ゼー及びサポワ・ゼー及びスレン・ゼー及びスーレ・ゼー及びソレブ・ゼー及びニアエ・ゼー及びニニジ・ゼー及びノレン・ゼー及びノグレ・ゼー及びバアレ・ゼー及びヘジミ・ゼー及びホトエ・ゼー及びホーマ・ゼー及びミエヌ・ゼー及びミーヤ・ゼー及びムフィ・ゼー及びモジエ・ゼー及びリンダ・ゼー及びリイエ・ゼー及びベノル・ドー及びカーツ・ドー及びカチヲ・ドー及びクムニ・ドー及びサポエ・ドー及びスブレ・ドー及びタケウ・ドー及びタアタ・ドー及びトーメ・ドー及びトーマ・ドー及びナック・ドー及びネファ・ドー及びノザン・ドー及びノミル・ドー及びホブジ・ドー及びミーナ・ドー及びモブレ・ドー及びヨウエ・ドー及びリンク・ドー及びリスト・ドー及びルール・ドー及びルアイ・ドー及びレメア・ドー及びロジエ・ドー及びワコー・ドー及びワッキ・ドー及びミミニ・ルー及びトテツ・ルー及びカレイ・ルー及びウミム・ルー及びエレニ・ルー及びサベレ・ルー及びスゼエ・ルー及びソープ・ルー及びダンテ・ルー及びトール・ルー及びナージ・ルー及びネムミ・ルー及びバジル・ルー及びヒジビ・ルー及びボウノ・ルー及びマミエ・ルー及びマビオ・ルー及びマガレ・ルー及びメガノ・ルー及びモイズ・ルー及びヨード・ルー及びリリス・ルー及びウード・グー及びオット・グー及びソヌレ・グー及びソアエ・グー及びタアー・グー及びネアカ・グー及びヒビニ・グー及びホムエ・グー及びマクス・グー及びマート・グー及びミーミ・グー及びムエィ・グー及びメイメ・グー及びルフィ・グー及びレート・グー及びカチン・スー及びエミヅ・スー及びオミズ・スー及びコミセ・スー及びコード・スー及びスレト・スー及びタレブ・スー及びチジエ・スー及びナザエ・スー及びネオイ・スー及びフエウ・スー及びボーマ・スー及びデロン・スー及びムーチ・スー及びメミル・スー及びモデル・スー及びヨメイ・スー及びラアラ・スー及びレレト・スー及びワオジ・スー及びキマー・ユー及びエミゼ・ユー及びオロテ・ユー及びオゼレ・ユー及びサメツ・ユー及びスーブ・ユー及びソイエ・ユー及びチムイ・ユー及びトレヌ・ユー及びナゼム・ユー及びナレレ・ユー及びハジン・ユー及びフーフ・ユー及びホエイ・ユー及びマジン・ユー及びムアウ・ユー及びサヤン・ユー及びモッド・ユー及びレアン・ユー及びバイミ・アー及びミレイ・アー及びオレガ・アー及びキヲン・アー及びキーズ・アー及びキタゼ・アー及びクレエ・アー及びサーユ・アー及びシオグ・アー及びセフミ・アー及びソシム・アー及びタクイ・アー及びダーミ・アー及びチタミ・アー及びテラー・アー及びナアレ・アー及びヌアエ・アー及びノウエ・アー及びフーミ・アー及びヘギー・アー及びヘット・アー及びホタイ・アー及びマプォ・アー及びムキュ・アー及びメズル・アー及びマズル・アー及びモキオ・アー及びモーク・アー及びユイキ・アー及びヨジゥ・アー及びラオイ・アー及びリミエ・アー及びリォキ・アー及びルーゼ・アー及びルジエ・アー及びレーラ・アー及びレラン・アー及びワット・アー及びワキム・アー及びアゲゼ・オー及びイォキ・オー及びシアミ・オー及びセムレ・オー及びタユネ・オー及びセオウ・オー及びソブヲ・オー及びソレレ・オー及びチエイ・オー及びドレン・オー及びニーレ・オー及びヌォキ・オー及びネブー・オー及びバジー・オー及びネスト・オー及びハメル・オー及びフビレ・オー及びヘアア・オー及びヘレン・オー及びミナミ・オー及びムジナ・オー及びモウエ・オー及びヨジャ・オー及びリュク・オー及びルブエ・オー及びロート・オー及びルクス・オー及びオルガ・オー及びワレン・オー及びワタス・オー及びウミズ・オー及びブフミ・ツー及びサエオ・ツー及びイエジ・ツー及びウズエ・ツー及びソユイ・ツー及びツイエ・ツー及びドドウ・ツー及びニコジ・ツー及びヒート・ツー及びヤエジ・ツー及びミライ・ツー及びリマー・ツー及びミナイ・ツー及びワアム・ツー及びダガツ・ベー及びグレイ・ベー及びクーヌ・ベー及びイジオ・ベー及びセルル・ベー及びタブレ・ベー及びツーツ・ベー及びヌート・ベー及びヌゼー・ベー及びハアー・ベー及びヘアエ・ベー及びマゼエ・ベー及びマット・ベー及びラユオ・ベー及びリガン・ベー及びロジア・ベー及びワーズ・ベー及びサゲル・フー及びコバゼ・フー及びサメレ・フー及びセアウ・フー及びタミウ・フー及びツミズ・フー及びドーミ・フー及びバミミ・フー及びバード・フー及びフォフ・フー及びフレン・フー及びミブレ・フー及びラエオ・フー及びロジュ・フー及びロスト・フー及びワージ・フー及びビミト・ケー及びビット・ケー及びセーブ・ケー及びダレア・ケー及びシブニ・ケー及びネブレ・ケー及びバード・ケー及びババエ・ケー及びハージ・ケー及びホボオ・ケー及びボジン・ケー及びマエロ・ケー及びマキナ・ケー及びミギア・ケー及びワファ・ケー及びメイズ・ケー及びメット・ケー及びメイミ・ケー及びユメレ・ケー及びトッド・ケー及びラジフ・ケー及びランゾ・ケー及びルアン・ケー及びルッソ・ケー及びワーフ・ケー及びメグエ・カー及びケゼミ・カー及びダンレ・カー及びツジミ・カー及びネミビ・カー及びネトラ・カー及びバジム・カー及びフォゾ・カー及びホーム・カー及びホブジ・カー及びムガエ・カー及びユメア・カー及びラーム・カー及びレアム・カー及びワムジ・カー及びワゾワ・カー及びハミレ・カー及びノーノ・カー及びシャチ・カー及びカレヌ・エー及びコレツ・エー及びセレン・エー及びソレン・エー及びヅアー・エー及びナナエ・エー及びヌゼト・エー及びホジー・エー及びホゴニ・エー及びチャチ・エー及びメミー・エー及びモギー・エー及びユジン・エー及びラッド・エー及びリーヌ・エー及びロラン・エー及びアマル・ター及びカシス・ター及びキアノ・ター及びコーレ・ター及びコレン・ター及びイジム・ター及びサゼテ・ター及びタタミ・ター及びチジル・ター及びテーテ・ター及びニブレ・ター及びネガミ・ター及びネイト・ター及びハーゾ・ター及びボビー・ター及びマーマ・ター及びミエー・ター及びヤイズ・ター及びロファ・ター及びワセル・ター及びワード・ター及びワキオ・ター及びウエブ・キー及びイイニ・キー及びカッツ・キー及びバネメ・キー及びバトロ・キー及びエーロ・キー及びコンレ・キー及びコーン・キー及びシート・キー及びソッゾ・キー及びタレツ・キー及びチズル・キー及びバアン・キー及びテトン・キー及びトムー・キー及びハミム・キー及びマーゼ・キー及びマリン・キー及びマフス・キー及びミジカ・キー及びフォー・キー及びフィン・キー及びホトウ・キー及びマガエ・キー及びラジン・キー及びランジ・キー及びラゲル・キー及びリーム・キー及びリクエ・キー及びルデン・キー及びロアト・キー及びワアク・キー及びワレブ・キー及びロトン・キー及びミグミ・ジー及びメメト・ジー及びメレン・ジー及びイプム・ジー及びオトム・ジー及びカレン・ジー及びコリン・ジー及びサンレ・ジー及びサンド・ジー及びシエエ・ジー及びジエラ・ジー及びスーラ・ジー及びスコウ・ジー及びソニエ・ジー及びテミブ・ジー及びトマス・ジー及びヌキオ・ジー及びノート・ジー及びハジレ・ジー及びフォテ・ジー及びホブユ・ジー及びムジュ・ジー及びムガー・ジー及びマジナ・ジー及びモファ・ジー及びモーフ・ジー及びヤーナ・ジー及びヤコジ・ジー及びユーノ・ジー及びユエバ・ジー及びユユエ・ジー及びヨエヌ・ジー及びヨヒム・ジー及びラグミ・ジー及びリミヅ・ジー及びルパル・ジー及びワンレ・ジー及びアンゾ・ヤー及びカムエ・ヤー及びコーツ・ヤー及びスパツ・ヤー及びヂオン・ヤー及びデレヌ・ヤー及びガレン・ヤー及びクゲゼ・ヤー及びコディ・ヤー及びウメア・ヤー及びサガン・ヤー及びシブア・ヤー及びタータ・ヤー及びトーレ・ヤー及びニニレ・ヤー及びネコー・ヤー及びノムエ・ヤー及びハジト・ヤー及びフォジ・ヤー及びマエイ・ヤー及びムイジ・ヤー及びムガン・ヤー及びムジン・ヤー及びメジナ・ヤー及びメール・ヤー及びモード・ヤー及びヨジン・ヤー及びヨット・ヤー及びラフィ・ヤー及びルルエ・ヤー及びルバル・ヤー及びロヲン・ヤー及びワコフ・ヤーの国」。通称「アジン（略）の国」。

### 組織名
- ドナウ汽船電気事業本工場工事部門下級官吏組合

ドイツ語表記では「Donaudampfschiffahrtselektrizitätenhauptbetriebswerkbauunterbeamtengesellschaft」。
- 東京青山・青木・狛法律事務所ベーカー・アンド・マッケンジー外国法事務弁護士事務所（外国法共同事業）（旧所名。2007年-2012年[22]）

複数の法律事務所が提携・統合した結果、このような長大語社名となった。東京青山が筆頭なのは、一番古くからベーカーアンドマッケンジーと提携しているため。
- 高知県宿毛市愛媛県南宇和郡愛南町篠山小中学校組合立篠山小学校
- 高知県宿毛市愛媛県南宇和郡愛南町篠山小中学校組合立篠山中学校

日本の学校名としては、上記の二校が最長。
- 株式会社あなたの幸せが私の幸せ世の為人の為人類幸福繋がり創造即ち我らの使命なり今まさに変革の時ここに熱き魂と愛と情鉄の勇気と利他の精神を持つ者が結集せり日々感謝喜び笑顔繋がりを確かな一歩とし地球の永続を約束する公益の志溢れる我らの足跡に歴史の花が咲くいざゆかん浪漫輝く航海へ（名称変更で株式会社サブスクへ）
- チャイナ・ボーチー・エンバイロメンタル・ソリューションズ・テクノロジー・ホールディングカンパニー・リミテッド（現存しない）
- アイ・エス・イー・インテグレーテッド・システムズ・エンジニアリング・ジャパン株式会社

日本の企業で名前の長いもの。
- NHKと裁判してる党弁護士法72条違反で - 日本に存在した政党名の中で一番名称が長い。

### 商品名
- 日産パルサー3ドアハッチバック1500ミラノX1-Eトリプルビスカスフルオートフルタイム4WD：日本で1980年代に発売された車の名前。
- ランチア・デルタ・アッカエッフェ・インテグラーレ・エヴォルツィオーネ・ドゥエ・コレツィオーネ・エディツィオーネ・フィナーレ：イタリアで1990年代に発売された車の名前。
- 御食国濱のかあちゃんのまごころ焼き鯖そぼろ寿司弁当（みけつくにはまのかあちゃんのまごころやきさばそぼろずしべんとう） - 小浜線小浜駅でかつて販売していた駅弁[25]。
- スターバックスでメニューを大量にカスタマイズすると極端に長いメニューができる。「ベンティアドショットヘーゼルナッツバニラアーモンドキャラメルエキストラホイップキャラメルソースモカソースランバチップチョコレートクリームフラペチーノ」はその一例である[26]。

### 人名
- 1904年ドイツ・ベルゲドルフ生まれ、フィラデルフィア在住のアメリカ人。Adolph Blaine Charles David Earl Frederick Gerald Hubert Irvin John Kenneth Lloyd Martin Nero Oliver Paul Quincy Randolph Sherman Thomas Uncas Victor William Xerxes Yancy Zeus Wolfeschlegelsteinhausenbergerdorffvoralternwarengewissenhaftschaferswessenschafewarenwohlgepflegeundsorgfaltigkeitbeschutzenvonangreifendurchihrraubgierigfeindewelchevoralternzwolftausendjahresvorandieerscheinenwanderersteerdemenschderraumschiffgebrauchlichtalsseinursprungvonkraftgestartseinlangefahrthinzwischensternartigraumaufdersuchenachdiesternwelchegehabtbewohnbarplanetenkreisedrehensichundwohinderneurassevonverstandigmenschlichkeitkonntefortplanzenundsicherfreuenanlebenslanglichfreudeundruhemitnichteinfurchtvorangreifenvonandererintelligentgeschopfsvonhinzwischensternartigraum, Seniorは 1980 年にギネスブックに「世界一長い人名」として記録された。通称としてウルフを名乗っていたが、その後「ウルフ+585・シニア」 と改名した。
- 諸説あるが、パブロ・ピカソのフルネームはパブロ・ディエゴ・ホセ・フランシスコ・デ・パウラ・ファン・ネポムセノ・マリア・デ・ロス・レメディオス・クリスピン・クリスピニャーノ・デ・ラ・サンテシマ・トリニダー・ルイス・イ・ピカソ（Pablo Diego José Francisco de Paula Juan Nepomuceno María de los Remedios Crispin Cripriano de la Santísima Trinidad Ruiz y Picasso）。
- マレーシアの国王ミザン・ザイナル・アビディンの尊称は、アル・ワティク・ビッラ、アッ＝スルタン・ミザン・ザイナル・アビディン・イブニ・アルマルフム・アッ＝スルタン・マフムッド・アッ＝ムクタフィ・ビッラ・シャー・アッ＝ハジ（Duli Yang Maha Mulia Al Wathiqu Billah, Al-Sultan Mizan Zainal Abidin Ibni Almarhum Al-Sultan Mahmud Al-Muktafi Billah Shah Al-Haj）。称号が多数ついているためこのように長くなっている。
- レオーネ・セクスタス・デニス・オズウルフ・フラウダティフィリウス・トルマッシュ＝トルマッシュ・デ・オレラーナ・プランタジェネット・トルマッシュ＝トルマッシュは第一次世界大戦に従軍したイギリスの軍人である。彼の父ラルフ・トルマッシュ＝トルマッシュ（英語版）は子供にこうした奇妙かつ長大な多重姓を与える事で知られていた。レオーネは8人兄弟の6男だったが、例えば兄の一人である4男ライルフのフルネームはライルフ・イェドワロ・オーディン・ネスター・エグバート・ライオネル・テドマーグ・ヒュー・エシェンウィン・サクソン・イーサ・クロムウェル・オーマ・ネヴィル・ディザート・プランタジネット・トルマッシュ＝トルマッシュであった。ただし、レオーネ自身は姓を省略してレオーネ・セクスタス・トルマッシュと名乗っていたという。
- 漢字文化圏では、西太后の徽号と合わせた諡号が「孝欽慈禧端佑康頤昭豫荘誠寿恭欽献崇煕配天興聖顕皇后」。また、高宗（大韓帝国初代皇帝）の諡号が「統天隆運肇極敦倫正聖光義明光大徳尭峻舜徽禹謨湯敬応命立紀至化神烈巍勲洪業啓基宣暦乾行坤定英毅弘休寿康文憲武章仁翼貞孝大皇帝」である。
- 日本人では、明治時代に「子丑寅卯辰巳午未申酉戌亥之介」という名前の人がいるのが徴兵検査で分かっており、本人は「干支之介」と署名していたとされる。また、同じく徴兵検査で「田子の浦打ち出で見れば白妙」、「富士の高嶺に雪は降りつつ」という名前の双子の兄弟が確認されている[27]が、人名研究家の佐久間英の調査によれば、これは大分県のある兄弟姉妹の名前に関する誤伝であることが判明している[28] 。
- 現代の日本人では、元編集者の向智明の調査によれば長崎県在住の人物に「大無我平院殿発悟理二郎入道源△□○」という名字・名前含めて漢字及び記号で17文字という例が確認されている[29]。
- 台湾では、姓・名を含めて50文字の名前に改名した例がある。鮭の乱#最長人名記録更新を参照。
- 漢字姓としては、チベット族に漢字10文字の「伙爾川扎木蘇他爾只多」姓が確認できる[30]。
- Brfxxccxxmnpcccclllmmnprxvclmnckssqlbb11116: スウェーデンで命名登録を却下された新生児の名前で、「アルビン」と読む。

#### 架空の人名
- 落語『寿限無』の登場人物、「寿限無寿限無五劫の擦切海砂利水魚の水行末雲来末風来末食う寝るところに住むところ藪小路のぶら小路パイポパイポパイポのシューリンガンシューリンガンのグーリンダイグーリンダイのポンポコピーのポンポコナーの長久命の長助」。
- イギリスのコメディ番組『空飛ぶモンティ・パイソン』6話「忘れられたバロック音楽家」で紹介された音楽家の名、「ヨハン・ガンブルプティ・デ・フォン・アオスフェルン・シュプレンデン・シュリッテル・クラスクレボン・フリート・ディガー・ディングル・ダングル・ドングル・ドゥングル・バーシュテイン・フォン・クナッカー・トラッシェル・アプレ・バンガー・ホロビッツ・ティコレンジック・グランデル・クノッティ・シュペルティンク・グランドリヒ・グランブルマイヤー・シュペルターヴァッサー・クルトリヒ・ヒンブリーゼン・バーンヴァーゲン・グーテンアーベント・ビテ・アイン・ニュルンベルク・ブラトヴァステル・ガーシュパルテン・ミッツェ・ヴァイマッヘ・リューベル・フントスフト・ガンベルアーバー・シェーネンダンケル・カルプスフレッシェ・ミテラ・アオヘル・フォン・ハウトコプフ・オブ・ウルム（Johann Gambolputty de von Ausfern- schplenden- schlitter- crasscrenbon- fried- digger- dingle- dangle- dongle- dungle- burstein- von- knacker- thrasher- apple- banger- horowitz- ticolensic- grander- knotty- spelltinkle- grandlich- grumblemeyer- spelterwasser- kurstlich- himbleeisen- bahnwagen- gutenabend- bitte- ein- nürnburger- bratwustle- gerspurten- mitz- weimache- luber- hundsfut- gumberaber- shönedanker- kalbsfleisch- mittler- aucher von Hautkopft of Ulm[31]）」。
- 空知英秋の漫画『銀魂』のビチグソ丸の本名、「寿限無寿限無ウンコ投げ機一昨日の新ちゃんのパンツ新八の人生バルムンク＝フェザリオンアイザック＝シュナイダー三分の一の純情な感情の残った三分の二はさかむけが気になる感情裏切りは僕の名前をしっているようでしらないのを僕はしっている留守スルメめだかかずのここえだめめだか......このめだかはさっきと違う奴だから池乃めだかの方だからラー油ゆうていみやおうきむこうぺぺぺぺぺぺぺぺぺぺぺぺビチグソ丸」。『週刊少年ジャンプ』掲載作品で最も長い名前のキャラクター（2018年14号時点。192字）[32]。作中ではストーリーのオチとして名前の「ぺぺぺぺぺぺぺぺぺぺぺぺ」と「ビチグソ丸」の間に「おあとがよろしいようでこれにておしまい」が付け加えられており、これを含めると211字になる。
- 高津カリノの漫画『サーバント×サービス』の主人公の本名、「山神ルーシー喜美子明江愛里史織倫弥由保知帆子彩乃冨美佳千歳早苗美紀子壱花由紀乃麗奈恵利亜衣多美子千景エミリア樹理亜志津江絵里那千紗夢佳夏希蘭々理恵子刹里智香子あずみ満里奈秀子千秋美咲直巳キャンベル未来由加雅子佐知子奈々睦美春香優奈縞子幸恵りん咲良柑那若菜葉月保奈実瑠璃美羽桃華ひまり希美双葉麻友々乃愛麻代……」。名前は最後まで明かされていない。
- ゲームソフト『＃コンパス 戦闘摂理解析システム』の登場キャラクター「ピエール77世」の本名は「ピエール・ダ・イカッサマニャーギ・ファッキネッティ・ラッラ・ラ・ラブリオーラ・ドラゴナクター・ヒデヨシ・マクシミリアン・スキーヨカローリ・ビョルルンド・モッチモーチ・マリオージェ・マルーゲリータ・ウィルフレッド・プニット・プニャトフスキ77世」である[33]。これは中点を除くと103文字となる。
- あすか正太のライトノベル『大魔王アリス』のウィルの本名、「ウィリアム・ジークフリード・フォン・シュバルツシルト・レオポン・ミューゼンハウゼン・ ゲルゲルムント・アーサー・ハウザー・カイザー・エオポルド・ルイルイ・アントワープ・ ダンケシェーン・ミュー・ルカリレーテ・アキレウス・エクトラウス・ロムルス・エンス・キアス・ アトラス・エルカ・エト・モルトス・ヘストン・ウー・ムムントベルベルグラウスヴァーナ・ イハオ・ジョンバー・ポロロッカ・ミア・ヒア・ラルルリア・ロロムイ・サービロヌス・ エステハイデ・ルーゲント・フィア・バントルー・アストロ・ディアナ・アステリア・シャル・ テス・マハーヴィア・プロステア・バーシス・ガナルヴァリス・ヘナヘナ・バシュタルト・レイズ・ レックス・オルトラス・ヒーリング・ロワイヤル・アンタジェンヌ・ローリッヒ・ディスプレント・ カーペンター・フォーエバー・ディロス・バロス・グルーエント・メロパー・フィックス・ ギガロス・ルールラララルラー・ハーディス・ガーディス・オルンポス・グレック・バースト・ ハイネル・ピット・デス・マルク・エンジェル・デモニック・ビーネスト・カーワヤ・ ラップナウン・ロココスミーアン・ウェナブライン・トリアス・ウェザー・ムーデル・パーミア・ アッシュド・グーライネスネス・メイニッヒ・シューン・パール・ ライネスガイナフォーリンビーム・トトネスエルム・クセ・ミット・レーナイ・ルゲイベーナ・ カヤローバ・ヤンダルッパ・デルゲム・トッセ・ミトモ・チューバッハ・ナ・ バダンカバダンカーン・ダルダル・メッセ・リック・ゲーナバ・ルドラゴン・ベルゴン・ドラゴナ・ バルパス・テロテロス・ニャンニャカ・ポーン・レロ・レロレロレー・マイパニア・ランカニー・ ワークスルーム・レーシット・キーニハヌーヌー・ナックル・マカマカ・ジョルベン・ヤーナット・ クルムスリット・ベルベット・マドラ・バンダー・ロッツ・ファネット・コスモネーション・ ダイナル・トートリア・スネット・ブナ・ガーナ・ハ・ルレルレ・ハーミット・ルゲランカナート・ オルンダ・ズドロン・ネ・トラモン・ジャスジャス・ローテス・マスナンカーラント・ ハブリッシュ・ジェーン・ハルモナ・ソロス・トーラス・ウート・カント・ライナス・メメメナ・ ミム・レミアナ・ランキム・ダン・ソ・ウ・ナ・バーキア・ゴイナ・チリム・ニージュ・ラージュ・ バイバイ・カース・トロアス・サージャイナ・メック・ストン・ラープニア・アイマリック・ ネルソン・カールソン・メイメイ・リアーナ・ナナントス・グローク・ グラリラカーニスウーゼルクーゼルメニア・リップ・ワンゾラ・ウンダダ・ソーニア・ヘルマン・ リンセス・マカマ・エステリス・パルス・ローソ・バッソ・ネスト・マーソバーナ・ギンガー・ ジョージ・エルリー・マイケル・サントス・ペルペトス・サン・クレイト・シロン・イアヌ・ オルガン・アントス・ククル・セレニア・ツールド・ニース・ホル・ヨンナ・ビーデス・レビクン・ ファイラー・アクルバード・ギア・エルエックス・パカラン・アンティーヌ・ロワイティーヌ・ ラド・フィリップ・ブラウン・ブラック・ピロピロ・バンバカ・ヴァン・コクトー・アクト・ セルヌン・バルバロッサ・ファン・エロス・クラウス・ゴーマ・スレイブ・フォルフェア・ アンバーカイル・ミナカミ・イングラム・カートランダー・パーロック・フィル・ブルー・タイチ・ ギンホンイ・ゴロウ・ヨタロウ・ベルベット・ローランド・ハァ・ズブシュ・ ファイア二四七世ジュニア」。

### 作品名

#### 映画
- マルキ・ド・サドの演出のもとにシャラントン精神病院患者たちによって演じられたジャン＝ポール・マラーの迫害と暗殺（Die Verfolgung und Ermordung Jean Paul Marats dargestellt durch die Schauspielgruppe des Hospizes zu Charenton unter Anleitung des Herrn de Sade）
- ウディ・アレンの誰でも知りたがっているくせにちょっと聞きにくいSEXのすべてについて教えましょう（Everything You Always Wanted to Know About Sex* (*But Were Afraid to Ask)）
- 博士の異常な愛情 または私は如何にして心配するのを止めて水爆を愛するようになったか（Dr. Strangelove or: How I Learned to Stop Worrying and Love the Bomb）
- HEY JAPANESE! Do you believe PEACE,LOVE and UNDERSTANDING? 2008 2008年、イマドキジャパニーズよ。愛と平和と理解を信じるかい?
- Night of the Day of the Dawn of the Son of the Bride of the Return of the Revenge of the Terror of the Attack of the Evil, Mutant, Alien, Flesh Eating, Hellbound, Zombified Living Dead Part 2: In Shocking 2-D
  - 続編として「Night of the Day of the Dawn of the Son of the Bride of the Return of the Revenge of the Terror of the Attack of the Evil, Mutant, Hellbound, Flesh-Eating Subhumanoid Zombified Living Dead, Part 3」が存在する。
- RANMARU 神の舌を持つ男 酒蔵若旦那怪死事件の影に潜むテキサス男とボヘミアン女将、そして美人村医者を追い詰める謎のかごめかごめ老婆軍団と三賢者の村の呪いに2サスマニアwithミヤケンとゴッドタン、ベロンチョアドベンチャー! 略して…蘭丸は二度死ぬ。鬼灯デスロード編

#### 絵画
- サルバドール・ダリの絵画[34][35]
  - 『Gala contemplando a Dalí en estado de ingravidez sobre su obra de arte "Pop, op, yes yes, pompier", en el cual podemos ver a los dos angustiosos personajes del Angelus de Millet en estado atávico de hibernación ante un cielo que puede transformarse de repente en una gigantesca Cruz de Malta, en el centro mismo de la estación de Perpinán, hacia la cual converge todo el universo.』
  - 和訳／邦題：『全宇宙がそこへ向かって収束するペルピニャン駅のどまん中で、突然巨大なマルタ十字に変形するかもしれない空の前の冬眠が隔世遺伝した状態にあるミレーの晩鐘の悲しみにくれる二人の人物を見ることのできるダリの芸術作品「ポップ、オプ、そうそう、ポンピエ」の上の無重力の状態にあるダリを見つめているガラ。』
  - 一般には『La estación de Perpiñán』（ペルピニャン駅）と呼ばれている。漫画「すくらっぷ・ブック」中にも“長大な題名の作品の例”として登場する。
- 岡崎乾二郎の絵画
  - 『平面ばかりつづいて家のひとつもない真一文字の道を猛スピードで走っていれば、なおさら気分も座ってくる。この道や行く人なしに秋の暮。日除けの陰で顔は緑に蔽われ、そのくせ眼の輝きはまっすぐ向こうを見つめている。野菜が少なかろうと海で魚がなかろうと恐れるにたりない。米を一粒播くとかならず三百粒の実をつける。』
  - 『それを辿れば間違いなく家に戻れる一つしかない煉瓦敷きの道をゆっくり歩いていれば、どっと笑いがとまらない。やがて死ぬ景色は見えず蝉の声。陽の光をさんさん受けた気楽な世界のただ中で影に包まれ、爪先だって歩いている。自分が茄子であるのか南瓜であるのか分らなくてもよい。一生のうちに一回きっと 蝶は飛んでくる。』

#### ゲーム

##### コンピュータゲーム
2007年にディースリー・パブリッシャーから発売された『THE 自動車教習所DS』が、これまでに発表された中で最も長い題名であるとして、ゲーム雑誌『週刊ファミ通』により認定されているが、2015年に同じくディースリー・パブリッシャーから発売された『夏色ハイスクル★青春白書』がそれを更新した。
- THE 自動車教習所DS 〜原動機付自転車・普通自動二輪・大型自動二輪・普通自動車・普通自動車二種・中型自動車・大型自動車・大型自動車二種・大型特殊自動車・けん引〜（81文字）
- 絶体絶命でんぢゃらすじーさん〜泣きの1回 絶対服従ばいおれんす校長〜ワガハイが1番えらいんじゃい!!〜（50文字）
- 東北大学未来科学技術共同研究センター川島隆太教授監修 もっと脳を鍛える大人のDSトレーニング（45文字）
- 夏色ハイスクル★青春白書 ～転校初日のオレが幼馴染と再会したら報道部員にされていて激写少年の日々はスクープ大連発でイガイとモテモテなのに何故かマイメモリーはパンツ写真ばっかりという現実と向き合いながら考えるひと夏の島の学園生活と赤裸々な恋の行方。～（105文字）
- GRAVITY DAZE 2/重力的眩暈完結編:上層への帰還の果て、彼女の内宇宙に収斂した選択（45文字）

アダルトゲームのジャンルにおいては、サブタイトルも含めて長大な作品名となる事がしばしばある。NornおよびMielなどはブランド全体を通して特にその傾向が強い。詳細は各記事の作品を参照のこと。

##### ボードゲーム
ボードゲームに関するウェブマガジン「BROAD」が2020年に公開した記事では、『光輝く高輪アンリミテッドエターナルゴールデングレイテストスーパーストロングゲートウェイ（仮称）』（47文字）が最も長いタイトルであると紹介している。

#### 音楽
- エリック・サティの『貧者のミサMesse des pauvres』の第6曲:
『死の危険にさらされている旅人、航海者たちのために、イエスの母にして、いと心優しく、まことに聖なる処女マリアに捧げる祈りPrière pour les voyageurs et les marins en danger de mort, à la très bonne et très auguste Vierge Marie, mère Jésus』
- BEGIN の2002年5月22日に発表された「島人ぬ宝」のカップリング曲

それでも暮らしは続くから 全てを 今 忘れてしまう為には 全てを 今 知っている事が条件で僕にはとても無理だから 一つずつ忘れて行く為に 愛する人達と手を取り 分けあって せめて思い出さないように暮らしを続けて行くのです
- レム の2010年3月8日に発表されたシングルの1曲目

拝啓、大好きなキミへ。誰かに手紙というものを書くのは初めてです。最初で最後の手紙を書きます。キミは覚えていないだろうけど、初めて会った時のこと。涙を見せながら必死に笑顔を作るキミは、どこか寂しくて、奇麗で、僕が生きてきたこの世界のものとは思えないほど繊細でした。それは温かい陽射しのような、優しい春風のような、雨上がりに架かる虹のようで。僕の生きる真っ暗な世界に温もりと色をくれた。キミに触れた時、僕は初めて生きていることを感じることができた。だけど。いつしか僕らは大人になり、キミとの日々はいつからか日常になった。押し殺したはずの真っ黒な渦が世界を飲み込んでいく。苦しくて苦しくて、痛くて辛くて。キミとの思い出が、キミとの日々が色を失っていくのがただ怖かった。だから。僕は僕を終わらせる。温もりが冷めないうちに。色を失わないうちに。キミはきっと勝手だと僕を罵るだろう。でも誰かのために生きるなんて奇麗事、僕には似合わない。僕が色を失わないうちに、温もりを抱いて逝きたい。生きたいキミと、逝きたい僕。幸せの守り方は一つじゃない。考え方が違うだけ。大好きなキミへ。キミを守れなくてごめん。僕に光をくれてありがとう。先立つ僕を許して。敬具
- 仙台貨物の2016年8月24日に発表された5thシングル「仕事をサボりTIGHT」の4曲目

ソレはおなかの中で密かに作られ胴体のローエンドから排出されるものであり、特に肉やイモ、ニンニクなどを食べた次の日のソレはまさに悪魔そのもので、ときには他人の嗅覚と精神を粉々に破壊する力を持っていると言っても過言では無いが、しかし極稀にソレを鼻腔の奥深く吸い込みそのニオイを認識した暁にはテンションが上がってしまうという珍妙な人種が存在するだけではなく、その悪魔の生みの親に限っては良い香りだと感じてしまう不思議な現象が起こり得るが、なんにせよ上司や先輩など目上の人間の前では決してその悪魔を生み落してはいけないし鳴らしてもいけない上、もちろん「どうせ気づかないだろうしスカしてごまかしてしまおう…！」などという考えはもっての外であるとともに、誤って自分の意思と裏腹に思わず生まれてしまい、その産声が響いてしまった場合、隣の人間をチラッと見ることで汚名を被ることを回避出来る可能性が僅かながらあるにせよ、悪意を持って生み出した者にはことわざの通り「目には目を」の言葉の元にその悪魔の力をもって下されるであろう、その裁き鉄槌の名は握り…
- 内核の波の2006年3月24日に発表された2ndアルバム「殻」の3曲目

すっげー深い穴を見つけたんだ!今から飛降りるよ。存在証明なんかじゃない、この深さなら誰にも見付かる事はないだろ？生まれてしまった償いをしなきゃいけねぇんだ、生きる事と死ぬ事によって。俺はもう立派に一つの精神として立った。これ以上殺生を繰り返す理由なんて何処にもみつからねぇよ。そもそも人は今しか生きられねぇ、常に生きているのは今だ。でも「今ここ」と想ったその瞬間には既に過去になっているわけで、次々に未来が押し寄せては今を認識する間もなく過去になる。「生」という刹那を証明するのは不可能だろ。証明しようとする時には常に過去のモノとなり生きていたという記憶にすぎねぇ。つー事は生きていようと死んでいようとそんなもんどっちだって同じじゃねーか。だったら俺は希望に向かってスペシャルダイブ!
- 立花ハジメの1983年に発表されたアルバム"Hm"の4曲目

自分の一生の映っているビデオテープを手に入れた主人公。
誕生、少年時代に見入る興奮とスリル。
ふと60才の自分が見たくなり、
早送りしたものの画面に何も映っていないショック！
50才、40才と戻す。
まだ何も映らない。
次の瞬間にも自分もしくは世の中全体が
なくなってしまうのではないかという不安にかられながら
タイマーを現在に戻し
恐る恐る再生スイッチに手を伸ばす…。
こ、こ、これは…!!!
- AKB48の2013年12月11日に発表されたシングルの表題曲

鈴懸の木の道で「君の微笑みを夢に見る」と言ってしまったら僕たちの関係はどう変わってしまうのか、僕なりに何日か考えた上でのやや気恥ずかしい結論のようなもの
はオリコンシングルチャートでの1位獲得作品および同ミリオンセラー作品では最も長い名前である（76文字）。
- 東山奈央の2023年に発表された配信シングル

「年越し蕎麦は麺類ならなんでも良い」というのが我が家、古くからの伝統でありまして。当然ながら坦々麺やらワンタン麺、はたまたソーキそばでめんそーれでも構わないのであります。申し遅れました。私、飛犬の東山と申します。えーさてさて話は戻りまして、今年の年越し蕎麦はいったいなぁに?と申しますとあれが食べたいだのこれが食べたいだの毎度毎度の大騒ぎ。こっちの東山がラーメンと言えば、あっちの東山はナポリタンと言い出し、斜向かいの東山がわんこ蕎麦と言えば、3軒隣の東山はフォー!と言い張りもうすったもんだのヒトリーオンリーロンリー家族会議でございますがこれが大晦日の恒例行事、全麺類総選挙。押しつ押されつの激戦を勝ち抜き、栄えある第1位に輝いたのは、ドゥルルルルルルルルルルルルルルル ダンッ!かた焼きそばの餡掛け。料理は得意ではないもんで、頑張れと自分を奮い立たせるが、驚くなかれにゃんだって美味しく食べられる私がいるのであります。そろそろ餡掛けが完パケできそうになった頃、煩悩を消すための除夜の鐘が響き渡り餡掛けで願掛け、飛犬に幸あれ。なんやかんやわーわー言うてますけど、おめでたいからとにかくファンファーレ!全人類へのファンファーレ!
- フェアポート・コンヴェンションの1970年に発表されたシングル“Now Be Thankful”のB面

Sir B. McKenzie's Daughter's Lament For The 77th Mounted Lancer's Retreat From The Straits Of Loch Knombe, In The Year Of Our Lord 1727, On The Occasion Of The Announcement Of Her Marriage To The Laird Of Kinleakie
- 1961年にフィリップ・スプリンガー(Philip Springer)とニタ・ジョーンズ(Nita Jones)の競作で発売されたシングル

Green with Envy, Purple with Passion, White with Anger, Scarlet with Fever, What Were You Doing in Her Arms Last Night Blues
は1966年度の『ギネスブック』（日本語訳は竹内書店から『これが世界一―記録がなんでもわかる本』として発売）に世界一長い曲名として掲載されている。
- フィオナ・アップルが1999年11月9日に発表した音楽アルバムは

When the Pawn Hits the Conflicts He Thinks Like a King What He Knows Throws the Blows When He Goes to the Fight and He'll Win the Whole Thing 'Fore He Enters the Ring There's No Body to Batter When Your Mind Is Your Might So When You Go Solo, You Hold Your Own Hand and Remember That Depth Is the Greatest of Heights and if You Know Where You Stand, Then You Know Where to Land and if You Fall It Won't Matter, 'Cuz You'll Know That You're Right
といい、400字以上に及ぶ。ギネス・ワールド・レコーズではこのアルバムの題名は最も長い題名のアルバムとして認定されている（無名のアルバムを除く。なおこの邦題は『真実』、と原題とは対照的にとても短い）。
- この記録は2008年にチャンバワンバが発表したアルバム、

The Boy Bands Have Won, and All the Copyists and the Tribute Bands and the TV Talent Show Producers Have Won, If We Allow Our Culture to Be Shaped by Mimicry, Whether from Lack of Ideas or From Exaggerated Respect. You Should Never Try to Freeze Culture. What You Can Do Is Recycle That Culture. Take Your Older Brother's Hand-Me-Down Jacket and Re-Style It, Re-Fashion It to the Point Where It Becomes Your Own. But Don't Just Regurgitate Creative History, or Hold Art and Music and Literature as Fixed, Untouchable and Kept Under Glass. The People Who Try to 'Guard' Any Particular Form of Music Are, Like the Copyists and Manufactured Bands, Doing It the Worst Disservice, Because the Only Thing That You Can Do to Music That Will Damage It Is Not Change It, Not Make It Your Own. Because Then It Dies, Then It's Over, Then It's Done, and the Boy Bands Have Won.
（通称：『The Boy Bands Have Won』）の865文字により記録を更新された。
- バンド名ではメキシコ出身のゴアグラインドバンドPARACOCCIDIOIDOMICOSISPROCTITISSARCOMUCOSISが長い。
- アルバム『木梨ミュージック コネクション最終章 ~御年60周年記念盤~』の5曲目最高な毎日にするために自分からグイッと動き言葉に気をつけ相手の顔色見て全て面白がり答えは追い追いやってくるにちがいない。…つまり、しかけ早めに動いていこう! feat.遠藤章造,狩野英孝,堀内健&60
- 同14曲目最高な毎日にするために自分からアタックして言葉に気をつけムードよく進めるようしかけは早め全て面白がり答えは追い追いやってくるくるくーるZ!!…つまり、答え探しの毎日を! feat. ももいろクローバーZ & のりクロ

#### 出版物
インドで2010年に出版された書籍に、1086単語・5633文字のタイトルのものが存在する。
小説『ロビンソン・クルーソー』の原題は、

THE LIFE AND STRANGE SURPRIZING ADVENTURES OF ROBINSON CRUSOE, OF YORK, MARINER: Who lived Eight and Twenty Years, all alone in an un-inhabited Island on the Coast of AMERICA, near the Mouth of the Great River of OROONOQUE; Having been cast on Shore by Shipwreck, wherein all the Men perished but himself. WITH An Account how he was at last as strangely deliver'd by PYRATES.
参考訳：自分以外の全員が犠牲となった、難破により浜辺に投げ出され；大河オルーノック河口近くの、アメリカの海岸の無人島にたった一人で、二十と八年を暮らした：船乗り、ヨークの、ロビンソン・クルーソーの生活と数奇なる驚くべき冒険。および同じく数奇なることについに海賊に救出された顛末の報告。

である。（約300文字）
日本の出版物では、
- 横尾忠則著　『悩みも迷いも若者の特技だと思えば気にすることないですよ。皆そうして大人になっていくわけだから。ぼくなんかも悩みと迷いの天才だったですよ。悩みも迷いもないところには進歩もないと思って好きな仕事なら何でもいい。見つけてやって下さい。』(114字)[40]
- 平田オリザ著　『十六歳のオリザの未だかつてためしのない勇気が到達した最後の点と、到達しえた極限とを明らかにして、上々の首尾にいたった世界一周自転車旅行の冒険をしるす本』(75字)[41]
- 菅田将暉著　『誰かと作った何かをきっかけに創ったモノを見ていた者が繕った何かはいつの日か愛するものが造った何かのようだった。』(55字)[42]
- ねこあや『中3で親に捨てられて黒ギャルになりクソ金持ちの婚約者に死なれて鬱になったワイがYouTuberになって年収8000万の今だ』(61文字)[43][44]

などが著名である。
日本において書籍の題名を長くすることには、中身の正確な表現、他書籍との差別化、注目度の向上という効果があるとされている。
近年のライトノベル作品は、世界観の説明によってタイトルが長くなる傾向にある。

#### テレビ番組
- さんま・一機のその地方でしか見られない面白そうな番組を全国のみんなで楽しく見ちゃおうとする番組を5回もやっちゃったけどもう一度ふり返りながらやっぱり楽しく見ちゃっておしゃべりしちゃう大総集編的な番組 - 1989年4月14日放送。
- 『突然の「さよなら」... 迷い込んだラビリンス... あなたはだれ?... 教えて。「すれちがい」「片想い」とどけ、ボクの気持ち。とどけ、ワタシの想い。たぶん一度しかない季節、青春の1ページ。これが最後のチャンス、確かめたい... キミの気持ち。伝わる言葉、伝わらない想い。あの日の告白、永遠の一日、だけど… いつまでも続いていく、わたしたちの「いま」。そして明日へ...「スクールランブルフォーエバー」』 - テレビアニメ『スクールランブル』の最終回のサブタイトル。最も長いテレビアニメのサブタイトルとして知られていた。
- 『このヒーラー、めんどくさい』のテレビアニメ版のサブタイトルは各話ごとが長く、例として1話が「魔物やモンスターがはびこる世界で冒険者の道を歩もうとするアルヴィン（主人公／甲冑の戦士）は熊の怪物と戦いピンチのところに運良くダークエルフのヒーラーの女の子カーラ（ヒロイン／ダークエルフ）が通りかかったがカーラの性格があまりにもあまりなので言い合いになり熊の怪物も困惑しさらにそのあと熊自宅に連れていかれるという原作コミックスにない展開があるので原作ファンの中には『あれ？』と思うかたもいらっしゃるでしょうけれどこれは雑誌連載以前にネットで発表されていた『これ、何の話ですか？』という同じ世界観の漫画を元にしているのでご了承くださいとお願いするスタッフと原作サイドの意向をこの場を借りてご説明させていただきつつなおこの長いサブタイトルには縦読みや斜め読みのような仕掛けはないのでそのこともおことわりしておきたい そんな第一話」と、1話目にして上記のスクールランブルの最長記録を更新した。
- 『神無き世界のカミサマ活動』のテレビアニメ版のサブタイトルは各話ごとが長く、例として1話が「カケマクモカシコキ ミタマノオホミカミ ハラヒタマヘキヨメタマヘト ミタマノミコト カシコミカシコミマヲス」。最終話は「カケマクモイトモカシコキ ミタマノオホミカミ コノカミドコニ マセマツル カケマクモアヤニカシコキ オホカミノオホマヘニ カシコミカシコミモマヲサク オホカミノ ヒロキアツキミタマノフユニヨリテ マガカミノマガゴトナク スコヤカニナリハヒノコトゴトニ イソシミツトメルヲモチテ アメツチノカムワザニタガハシメズ ヒラケヨニオクレシメズ クサグサノワザワヒナク ヨノマモリヒノマモリ メグミサキハヒタマヘト ミソラハルカニヲロガミマツラクヲ タヒラケク ヤスラケク キコシメシテ イマモユクサキモ イヤトウニイヤナガニ オホカミノタカキタフトキ ミタマノフユニヨリテ タチサカエシメタマヘト ミタマノミコト キコシメセト カシコミカシコミマヲス」。

#### 漫画
- AKB49〜恋愛禁止条例〜、暴走系吹奏楽列伝 ブラボー! Brass Boy、Dr.NOGUCHI 新解釈の野口英世物語 - （読み仮名が）『週刊少年マガジン』連載作品で最も長い題名（2019年4・5号時点。26文字）[47]。
- 総合時間事業会社 代表取締役社長専属秘書 田中誠司 - 『週刊少年ジャンプ』連載作品で最も長い題名（2018年30号時点）[48]。
- 死にたくなるしょうもない日々が死にたくなるくらいしょうもなくて死ぬほど死にたくない日々
- 3番目死神風紀委員長中学2年生エスパーBHプラ板縦ロールヘリコプターボーリングトビウオとその妹ロボ絶滅ナルト学び舎パワードスーツラミカスパイの大作戦友情ウニマタ○ゴ裏設定青大将放射ダクトヤニタコプレ三つあみメガネ文庫悪魔の坊クラゲ無頼カマボコ板夏のお嬢さんスレイヴ大○魔竜ブルマ宇宙怪獣大きなお友達消しゴムケーキ解説羊の顔建前盗撮鈍く光ったマグナム弾天プラ魔改造亜光速801リンゴの皮トロロしっぽマスクトサカ草輪廻転生迫撃少女風紀団担英タネコウモリダコタコイカたまみ両親ストーカーおた2ブレイクサルSD力さすらいの保険医体温計ネコ天使腕ズ歩くサンマー担Ｘペン蔵ころねシャチョー天使博士ヒルメイドオクタイケモンゴッドシニガミ14号サイシュウカイ番長鼻行類チョコ零式CCPG電撃ももえサイズ
- 大相撲令嬢 ~聖女に平手打ちを食らった瞬間相撲部だった前世を思い出した悪役令嬢の私は捨て猫王子にちゃんこを振る舞いたい はぁどすこいどすこい~

### 架空の事物
- ドラえもんのひみつ道具である、「狂（驚）音波発振式ネズミ・ゴキブリ・南京虫・家ダニ・白アリ・虫退治機」[49]（きょうおんぱはっしんしきネズミ・ゴキブリ・なんきんむし・いえダニ・しろアリ・むしたいじき）
- 次元波動超弦励起縮退半径跳躍重力波超光速航法（じげんはどうちょうげんれいきしゅくたいはんけいちょうやくじゅうりょくはちょうこうそくこうほう） - アニメ『トップをねらえ!』に登場するワープ航法の正式名称[50]。
- 『マジック・ザ・ギャザリング』で最も名前の長いカード：Our Market Research Shows That Players Like Really Long Card Names So We Made this Card to Have the Absolute Longest Card Name Ever Elemental（市場調査部によればプレイヤーは本当に長い名前が好きなのでこのカードを間違いなく歴代最長の名前にしてみた精霊）。略称は「OMRSTPLRLCNSWMTCTHTALCNEE」。